# Calle Povarskaya

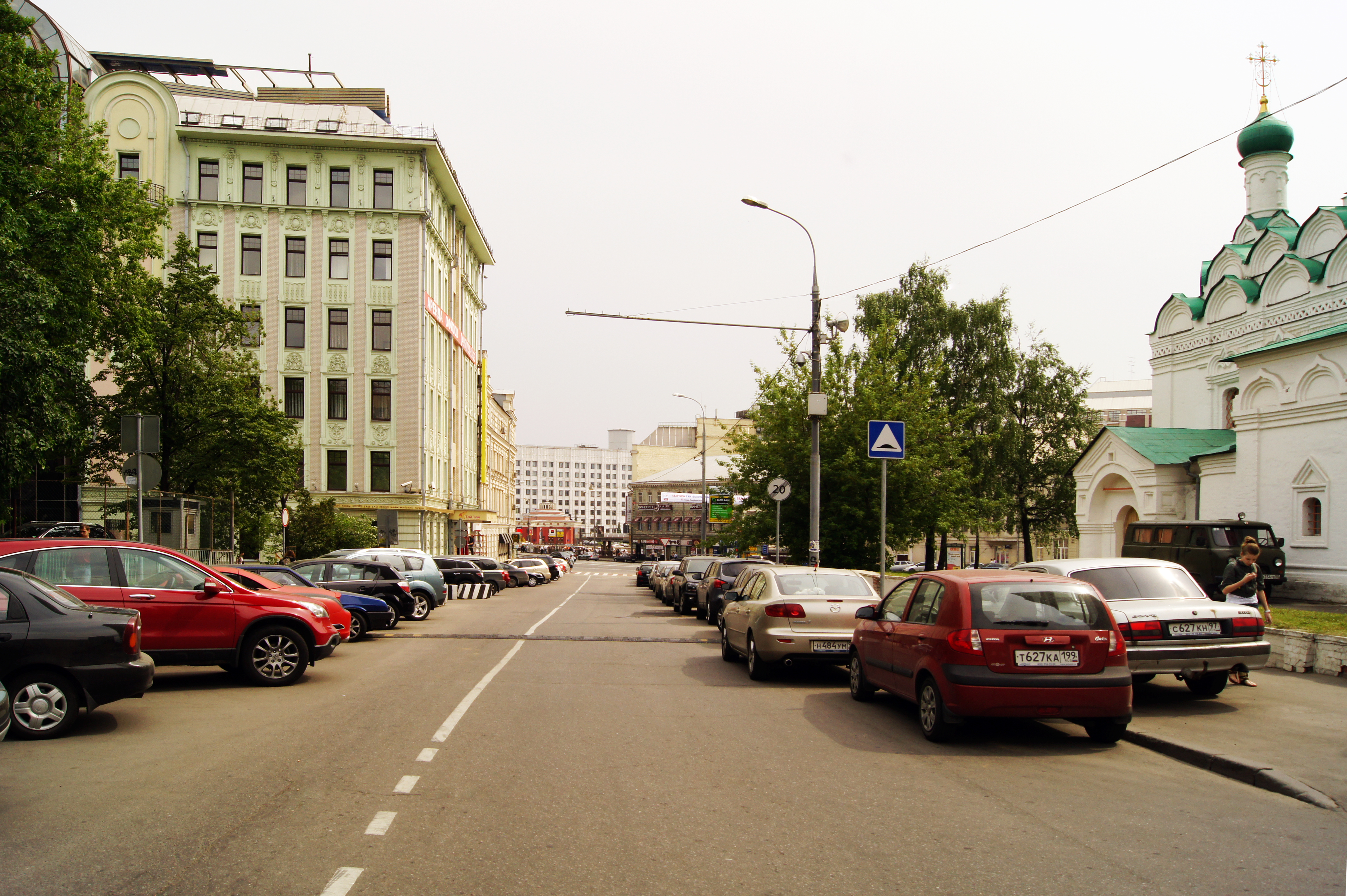
La calle Povarskaya: vista hacia la calle Noviy Arbat

La calle Povarskaya (desde 1923 hasta 1993 denominada como la calle de Vorovskoy) es una calle situada en los distritos de Arbat y Présnenskiy del Ókrug administrativo Central de Moscú. Se extiende desde la calle Noviy Arbat hasta la plaza Kúdrinskaya, se encuentra entre las calles Bolshaya Nikítskaya y Noviy Arbat. La numeración de los edificios empieza desde la calle Noviy Arbat.
Durante los siglos XVIII-XIX la calle Povarskaya fue una de las calles más aristocráticas de Moscú, aquí vivieron los representantes de muchas familias nobles: los Dolgorukov, los Golitsin, los Sheremetev, los Gagarin, los Boryátinskiy, los Volkonskiy y otros. A finales del siglo XIX y principios del siglo XX el ambiente de la calle se hizo más burgués y en Povarskaya aparecieron las casas de los Ojótnikov, los Mindovskiy, los Firsanov, los Riabushinskiy, los Morozov. La calle tiene relación con la vida y la obra de muchas personalidades destacadas de la cultura rusa. Aquí vivieron los escritores M.U. Lérmontov, G.R. Derzhavin, D.V. Davídov, N.P. Ogariov, A.I. Lázhechnikov, P.I. Mélnikov-Pecherskiy, I.A. Bunin, B.A. Ajmadúlina, el publicista A.I. Kóshelev, los artistas F.L. Sollogub y I.S. Glazunov, los actores P.S. Mochálov, V.F. Komissarzhévskaya, A.A. Yáblochkina, A.L. Kaydanovskiy, los compositores M.M. Ipolítov-Ivánov, N.Y. Miaskovski y muchos otros.
Originariamente la calle comenzaba en la plaza Arbátskaya, sin embargo a principios de los 1960 el inicio de Povarskaya desapareció debido al trazado de la calle Noviy Arbat. A pesar de las pérdidas arquitectónicas de los años 1920-1970 la calle Povarskaya tiene mucha importancia histórica y cultural gracias a la singularidad de la edificación y la abundancia de los monumentos de la historia y de la arquitectura. La mayoría de los edificios de la calle Povarskaya componen una parte del territorio vedado “Povarskaya-Bolshaya Nikítskaya”.

## Descripción
La calle Povarskaya se extiende desde la calle Noviy Arbat hasta la plaza Kúdrinskaya, se encuentra entre las calles Bolshaya Nikítskaya y Noviy Arbat. La numeración de los edificios empieza desde la calle Noviy Arbat. Del lado izquierdo a Povarskaya salen la calle Bolshaya Molchánovka y también los callejones Bolshoy Rzhevskiy, Borisoglebskiy y Trubnikovskiy; del lado derecho de la calle salen los callejones Maliy Rzhevskiy, Skatertniy y Skaryátinskiy. Mide 1 km 40 m de longitud, el promedio del ancho de la calzada es 8 metros, la distancia entre los edificios alcanza 29 metros. 

## Origen del nombre
La calle obtuvo su nombre gracias a una cuartel que pertenecía al Corte llamada Povarskaya slobodá donde vivían los cocineros y otro personal de la cocina de zar (del ruso povar, “cocinero”). Dicha slobodá además de la calle principal Povarskaya disponía de una serie de los callejones donde habitaban otros empleados del Corte Alimentario de zar: Jlebniy (del ruso jleb, “pan”), Nozhovoy (del ruso nozh, “cuchillo”), Skatertniy (del ruso skátert, “mantel”), Stoloviy (del ruso stol, “mesa”), Cháshnikov (del ruso chashka, “taza”), etc. 

## Historia
La calle Povarskaya sigue la ruta de un viejo camino de Moscú a Volokolamsk. En los 1570 Iván el Terrible asignó la calle a la opríchnina y en posesión del territorio entraron sus asociados. Sin embargo en el siglo XVII la población del nivel alto de la calle fue diluido por las personas con el nivel de vida más bajo (por el servicio del Corte de zar).
Cuando Pedro I fundó la nueva capital San Petersburgo, la población de la cuartel se disminuyó, y las personas nobles se asentaron en la calle de nuevo, entre otros se establecieron aquí tales familias como los Gagarin, los Golitsin, los Suvórov, y también el corte de la princesa Natalia Alexéevna (1673-1716), hermana de Pedro I. Desde ese tiempo la calle conservó su nivel alto y un papel exclusivo. Es inhabitualmente quieta para el centro de Moscú, a excepción de la música de las ventanas de la Academia Rusa de Música Gnessin, no hay aquí tiendas comerciales, centros de negocios y transporte público.
A finales de los 1890 un edificador Jacobo Rekk consolidó dos bloques en el centro de Povarskaya y comisionó a los prestigiosos arquitectos de Moscú, Lev Kekushev y Roman Klein, diseñar unas exclusivas mansiones unifamiliares. Estos edificios, ocupados actualmente por embajadas, representan el modernismo en Moscú.